# Vitgumpad busktyrann
Vitgumpad busktyrann (Xolmis velatus) är en fågel i familjen tyranner inom ordningen tättingar.

## Utseende och läte
Vitgumpad busktyrann är en stor tyrann. Den är vit på undersida, huvud, övergump och stjärtrot. Ryggen är grå, vingarna är mörka med ett vitt band och stjärten är svart. Den är mestadels tystlåten.

## Utbredning och systematik
Fågeln förekommer på slätter och savann i östra Brasilien, nordöstra Paraguay och östra Bolivia. Den behandlas som monotypisk, det vill säga att den inte delas in i några underarter.

## Levnadssätt
Vitgumpad busktyrann hittas i savann med spridda träd nära vatten. Där ses den i par, födosökande på marken eller sittande synligt i toppen av en buske, på en staketstolpe eller på en telefontråd.

## Status
Arten har ett stort utbredningsområde och beståndet anses vara stabilt. Internationella naturvårdsunionen IUCN listar den därför som livskraftig (LC).